# Diallo Lalla Sy
Ne doit pas être confondu avec Lala Diallo.
Pour les articles homonymes, voir Sy.
Diallo Lalla Sy, née le 2 mars 1946 à Koulikoro, est une femme politique malienne. Elle a notamment été ministre de l'Emploi et de la Fonction publique de 1988 à 1991.

## Biographie
Diallo Lalla Sy est diplômée de l'université catholique de Louvain. 
Elle est la mère de la femme politique N’Diaye Ramatoulaye Diallo.